# موسوعة التلمود
موسوعة التلمود (بالعبرية: אנציקלופדיה תלמודית) هي موسوعة باللغة العبرية، تهدف لتلخيص موضوعات الشريعة اليهودية «الهالاخاه» في التلمود بترتيب أبجدي.
بدأ إصدراها في عام 1942 وما زالت تصدر حتى اليوم (2021)، وبلغ عدد أجزاءها 46 جزءا (بالإضافة إلى عدة أجزاء للفهارس). وقد اكتمل أكثر من نصف المشروع، ومخطط إنهاءها في عام 2024 مع نشر ثلاثين جزءا آخر. وقد بدأ نشر الترجمة الإنجليزية للموسوعة في عام 1969.

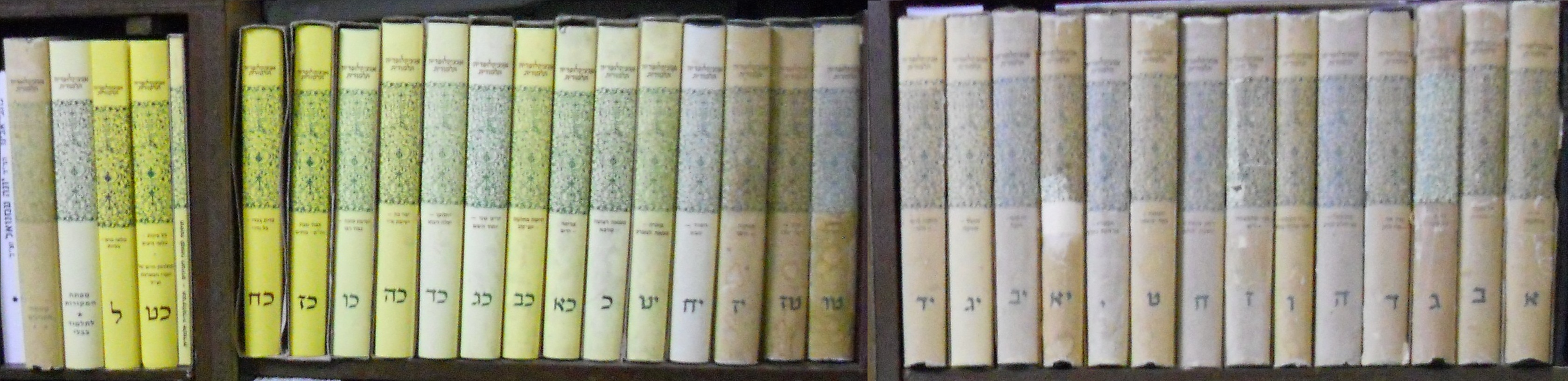
صورة لموسوعة التلمود

كان أول رئيس تحرير لها هو الحاخام شلومو يوسف زيفين حتى وفاته.
وتصدر من دار نشر ياد هاراف هيرتسوغ، المسماة على اسم الحاخام يتسحاق هاليفي هيرتسوغ في القدس.